# Debub-Keih-Bahri
Debubawi-Qeyh-Bahri (ደቡባዊ ቀይሕ ባሕሪ, Mer Rouge méridionale) est l'une des six régions de l'Érythrée. Elle constitue la partie sud des rivages érythréens de la mer Rouge, comme l'indique son nom. C'est une bande de 500 km de long.
Sa principale ville est le port d'Assab.
Elle comprend une partie du désert Danakil

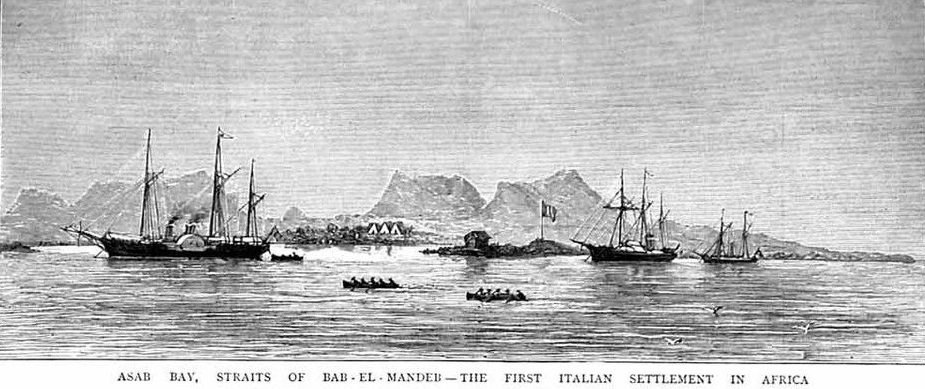
Image historique d'Assab.